# Seestraße 8 (München)

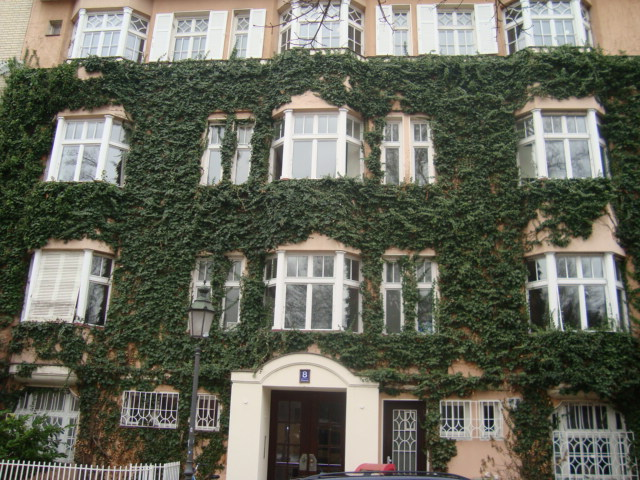
Seestraße 8

Seestraße 8 ist ein Mietshaus im Stadtteil Schwabing der bayerischen Landeshauptstadt München. Das Gebäude im Jugendstil wurde nach Plänen von Paul Böhmer errichtet. Das Gebäude ist ein geschütztes Baudenkmal und ist in der Bayerischen Denkmalliste eingetragen.
Der Bau des Hauses wurde durch Adelheid Furtwängler, die Witwe des Archäologen Adolf Furtwängler, in Auftrag gegeben. Nach dem Tod ihres Mannes hatte sie das gemeinsame Wohnhaus in der Maria-Josepha-Straße an den amerikanischen Bankier James Loeb verkauft und mit dem Erlös ein sogenanntes Rentehaus errichtet.
1921 erwarb der Ingenieur Gustav Baldauf das Anwesen und richtete im Erdgeschoss ein technisches Büro ein. Als Baldauf im März 1935 starb, führte seine Witwe Margarete die Geschäfte zunächst weiter. Im November 1938 emigrierte sie zusammen mit ihrem Sohn in die Vereinigten Staaten.

## Stolpersteine
Vor dem Haus wurden sieben Stolpersteine für Opfer des Nationalsozialismus verlegt:
- Gustav Baldauf
- Margarete Baldauf
- Annemarie Baldauf
- Günther Baldauf
- Alfred Löffler
- Ilse Jetti Löffler
- Max Michels